# Проспект Шевченка (Одеса)
Проспект Шевченка — проспект у місті Одеса, важлива міська транспортна артерія. Первинна назва (до 1964) — Новоаркадієвська дорога.
Проспект починається в районі Малого Фонтана і закінчується Площею 10 Квітня.

## Об'єкти
На проспекті розташовані:
- Одеська обласна державна адміністрація;
- Одеський національний політехнічний університет;
- Одеський палац спорту;
- Парк Перемоги;
- Одеський обласний господарчий суд;
- Одеська податкова адміністрація.

## Транспорт
- Тролейбус — маршрути № 7, 9, 10
- Маршрутне таксі — маршрути № 4, 115, 127, 146, 175, 185, 198, 208, 242.